# Примус, Хубертус
Хубертус Примус (нем. Hubertus Primus; род. 1 сентября 1955, Герсфельд, Гессен) — немецкий юрист, журналист, менеджер, главный редактор ежемесячного потребительского журнала test, издаваемого Германским институтом информации для потребителей Штифтунг Варентест в Берлине.

## Биография
Получив диплом юриста, Хубертус Примус работал внештатным автором и писал по вопросам права и налогов для ряда немецких экономических журналов и для газеты «Зюддойче цайтунг». Затем был зачислен в штат редакции ежемесячного потребительского журнала Finanztest, главным редактором которого стал в 1993 году. В 1999 году перешёл на должность главного редактора журнала test — ещё одного периодического издания Штифтунг Варентест. В том же году был назначен директором по публикациям и вошёл в руководство Штифтунг Варентест.
В марте 2011 года стало известно, что в начале 2012 года Хубертус Примус станет преемником Вернера Бринкманна в должности председателя правления Штифтунг Варентест.
Хубертус Примус — член жюри по присвоению журналистской премии имени Гельмута Шмидта. Женат, имеет четверо детей.

## Избранные публикации (на немецком языке)
- Journalismus im Doppelpass von Internet und Zeitschrift, in: Der Kampf um die Öffentlichkeit — Wie das Internet die Macht zwischen Medien, Unternehmen und Verbrauchern neu verteilt, Verlag Luchterhand, Neuwied, Kriftel (2002), Seiten 133 bis 141
- Der GmbH-Geschäftsführer — Rechte und Pflichten — Gründung und Organisation — Bilanz und Steuern — Formulare und Kosten — Kleinbetriebe und Ein-Mann-GmbH, 5. Auflage, Heyne, München (2001)
- Mit Werner Plötz: Immoblock — Das neue Steuersparsystem, DG-Verlag, Wiesbaden (1990)
- Als Herausgeber: Start West — Ratgeber für Unternehmer und Existenzgründer in der DDR — Kredite, Leasing Kooperationen, Joint-Venture, Franchising, Firmenrecht, Service & Adressen, Geoconsult GmbH, Neu-Isenburg (1990)